# Magyar Gazdakörök és Gazdaszövetkezetek Országos Szövetsége
A Magyar Gazdakörök és Gazdaszövetkezetek Szövetsége (MAGOSZ) a magyar gazdák legnagyobb érdekvédelmi szervezete.
Országos szervezettségét mutatja, hogy vidéki bázisát több száz helyi gazdakör és 19 megyei gazdaköri szövetség alkotja, valamint Országos Ifjú Gazda Tagozattal és Országos Gazdasszony Tagozattal is rendelkezik.
Kiemelt célja, hogy a termőföldet a magyar gazdák tulajdonában és használatában tartsa, illetve a korszerű, versenyképes családi gazdaságok kialakulását segítse.

## Szervezete
A MAGOSZ szövetségi formában működik. Az Országos Szövetség tagjai a helyi gazdakörök illetve a megyei gazdaköri szövetségek.
Országos vezető testülete az Országos Elnökség, melyben az elnök és a 19 elnökségi tag mellett az országos tagozatok vezetői illetve a főtitkár rendelkezik szavazati joggal.
Elnöke Jakab István, az Országgyűlés alelnöke.
Országos szinten is kialakításra került a MAGOSZ Ifjú Gazda Tagozata, amely kifejezetten a fiatalabb gazdanemzedék érdekeit képviseli nemcsak a Szövetségen belül, hanem a jogalkotásban és a szakmai egyeztetéseken is. Elnöke: Papp Zsolt György, aki egyben a Nemzeti Agrárgazdasági Kamara elnöke is.
Szintén országos hatáskörű a Gazdasszony Tagozat, melyet a gazdatársadalom, a gazdakörök hölgy tagjai alkotnak. Szakmai célkitűzéseik mellett fontosnak tartják a vidéki értékek, a családi gazdálkodás népszerűsítését is. Elnöke: Nagyné Legény Ildikó

## Tevékenysége
- képviseli a termelők, gazdaköri tagok érdekeit a jogalkotásban illetve a szakmai egyeztetéseken
- tájékoztatja tagjait az aktuális agrárpolitikai fejleményekről
- jogi, gazdasági és gazdálkodási információkkal segíti a termelőket
- folyamatosan tájékoztatja tagjait az európai uniós és nemzeti jogszabályok változásairól, az agrár- és vidékfejlesztési pályázatokról, továbbá az ezekhez kapcsolódó pénzügyi konstrukciókról
- gazdasági tárgyú előadásokat, szakmai és tudományos programokat szervez a tagság ismereteinek bővítésére
- a Nemzeti Agrárgazdasági Kamarával közösen segíti a gazdák piacra jutását
- kiemelten részt vesz a Magyarok Kenyere - 15 millió búzaszem program szervezésében
- szoros kapcsolatot tart a határon túli magyar gazdaszervezetekkel
- közvetít a gazdák és a politika között.

## Szakmai álláspontja
Birtokpolitika: Meg kell őrizni a termőföldet a magyar gazdák tulajdonában és használatában, támogatva a családi gazdaságok és a fiatal gazdálkodók földhöz jutását.

Osztatlan közös tulajdon megszüntetése: Cél az életképes és értelmezhető méretű birtoktestek kialakítása, és az agráröröklés révén a további darabolódás megakadályozása.

Öntözés: A klímaváltozás miatt hatékony növénytermesztés ma már aligha képzelhető el öntözés nélkül. Versenyképességünk kulcsa az öntözésfejlesztésben rejlik.

Családi gazdaságok támogatása: Nemcsak a birtokpolitikában, hanem támogatási és adópolitikai oldalról is támogatjuk a családi gazdaságok fejlődését. 

Fiatal termelők támogatása, a gazdaságátadás feltételeinek megkönnyítése: Az ifjú gazdák támogatása - gazdasági jelentősége mellett - kiemelt társadalmi előnyökkel is jár.

Termelők alkupozíciójának erősítése: A felvásárlókkal, a kereskedelemmel szembeni alkupozíció növelését fontos feladatunknak tekintjük.

GMO mentesség megőrzése: Világszinten is egyedi versenyelőnyt jelentenek magas minőségű, GMO mentes élelmiszereink.